# Abdulrahman Daher
Abdulrahman Asad Daher (em árabe: عبد الرحمن ظاهر romanização: ʿAbd al-Raḥmān Ẓāhir; Emirados Árabes Unidos, 31 de dezembro de 1982) é um ator, diretor, roteirista satírico, jornalista, defensor dos direitos humanos e arquiteto palestino-jordaniano.

## Vida e carreira
Abdulrahman Daher nasceu em 1982 nos Emirados Árabes Unidos numa família palestina com raízes em Nablus, localizada na Cisjordânia do norte da Palestina.
Seu portfólio inclui inúmeras séries, filmes, produções teatrais, documentários e investigações jornalísticas. Ele também escreveu, dirigiu e atuou em várias séries satíricas e críticas, como Fenjan Albalad, Sukaj e In the Presence of Justice, que são conhecidas por seu estilo de humor negro.
Devido às suas obras politicamente ousadas e críticas, ele enfrentou processos e prisões.

## Prisões e julgamentos

### Prisão pela Autoridade Palestina
Em agosto de 2020, Thaher foi detido pela Segurança Preventiva Palestina durante a noite, quando saía da Universidade Nacional An-Najah. Foi submetido a confinamento solitário e a interrogatório intensivo durante um período de um mês e meio, sob acusações de difamação da Autoridade Palestina através do seu trabalho na televisão.

### Cobertura mediática e pedidos de libertação
Vários ativistas palestinos, defensores dos direitos humanos e jornalistas realizaram protestos contra a prisão de Daher pela Autoridade Palestina em agosto e setembro de 2020. Eles manifestaram-se contra as más condições da sua detenção e contra o seu declínio de saúde, reunindo-se em frente ao tribunal em Nablus e ao gabinete do primeiro-ministro palestino em Ramallah. A prisão de Daher gerou ampla discussão nas redes sociais e na mídia palestina, árabe e internacional. O Alto Comissariado das Nações Unidas para os Direitos Humanos e vários grupos internacionais de direitos humanos monitoraram a situação. Naquela época, a Autoridade Palestina enfrentou acusações de violação da liberdade de expressão e de fabricação de acusações contra ativistas políticos e jornalistas. Esta pressão levou à libertação condicional de Daher em setembro de 2020, mas o seu julgamento continuou ao abrigo da Lei do Cibercrime.

### Absolvição
Em Janeiro de 2022, um tribunal de Nablus condenou Daher a três meses de prisão por difamar a Autoridade Palestina. A decisão provocou fortes reações de jornalistas e ativistas, levando à intervenção de organizações internacionais de direitos humanos. Eles pediram à Autoridade Palestina que protegesse Thaher e outros jornalistas e pediram o fim das violações contra a oposição política. Como resultado, a sentença foi suspensa enquanto a equipe jurídica de Daher recorreu da decisão. Em última análise, o Tribunal de Recurso decidiu a favor de Daher, absolvendo-o de todas as acusações após dois anos de julgamentos.

### Prisão em Israel
Em outubro de 2020, poucas semanas depois de Daher ser libertado das prisões da Autoridade Palestina, as FDI o prenderam em sua casa em Nablus. Eles o questionaram sobre seu trabalho na televisão fora da Palestina. Um mês depois, um tribunal israelita decidiu libertá-lo.

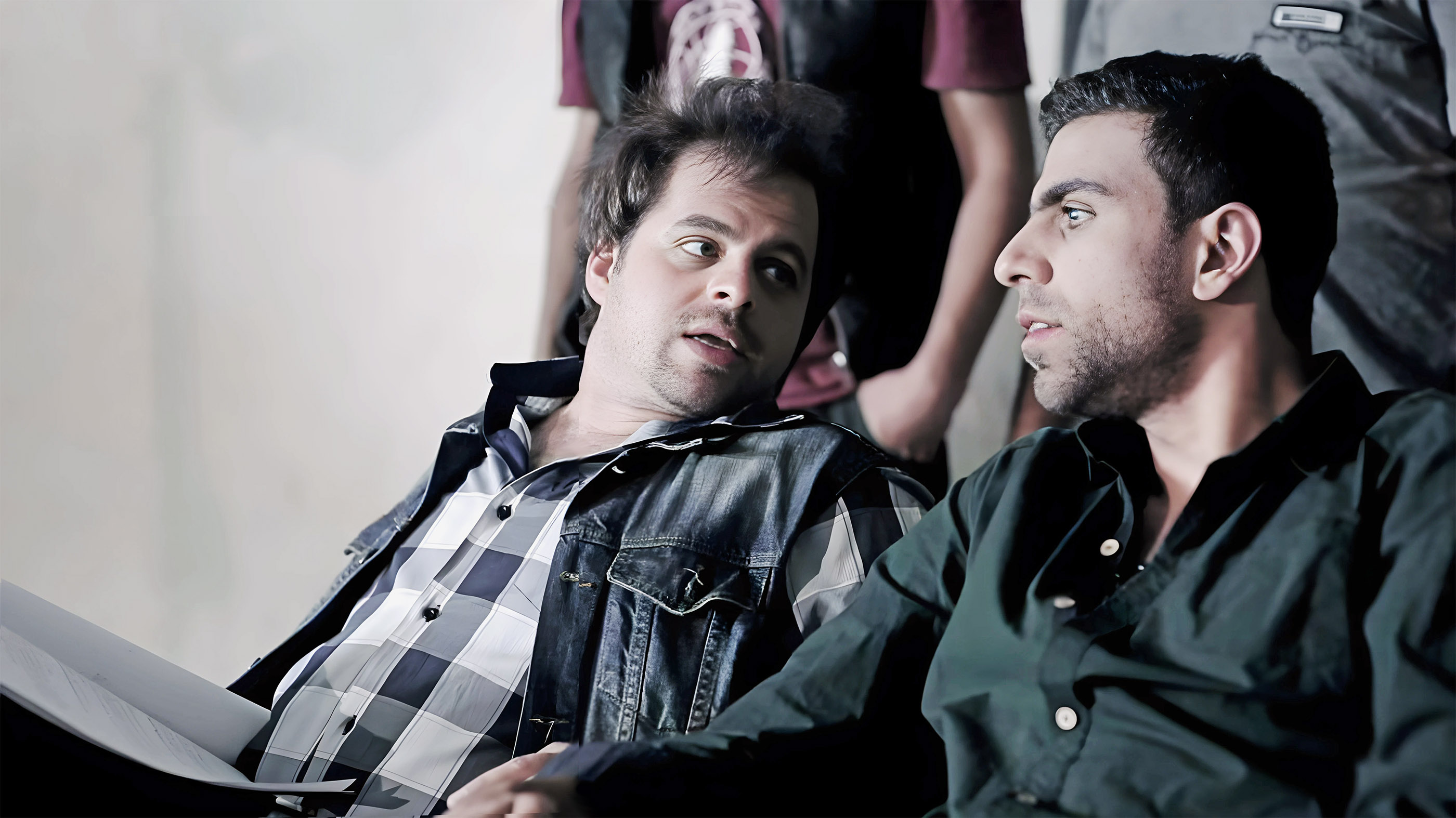
Abdulrahman Daher durante as filmagens da série de TV "Sukaj" na Jordânia (2015)

## Filmografia

### Televisão
| Ano  | Título                     | Localização         | Canais      | IMDB                       | Ref.   |
| ---- | -------------------------- | ------------------- | ----------- | -------------------------- | ------ |
| 2013 | Fenjan Albalad 1           | Estado da Palestina | Roya TV     | Fenjan Albalad             | [ 13 ] |
| 2013 | In the presence of justice | Estado da Palestina | Wattan TV   | In the presence of Justice |        |
| 2014 | Fenjan Albalad 2           | Jordânia            | Roya TV     | Fenjan Albalad             | [ 14 ] |
| 2015 | Fenjan Albalad 3           | Jordânia            | Al Araby TV | Fenjan Albalad             | [ 15 ] |
| 2016 | Sukaj                      | Jordânia            | Al Araby TV | Sukaj                      | [ 16 ] |
| 2020 | What's up                  | Estado da Palestina | NBC TV      |                            |        |

### Animação
| Ano  | Título                 | Localização | IMDB      |
| ---- | ---------------------- | ----------- | --------- |
| 2017 | Abu Saleh 1 (Animação) | Jordânia    | Abu Saleh |
| 2018 | Abu Saleh 2 (Animação) | Líbano      | Abu Saleh |

### Programas de TV
| Ano  | Título            | Localização                  | Canais      | IMDB    | Ref.          |
| ---- | ----------------- | ---------------------------- | ----------- | ------- | ------------- |
| 2012 | The other opinion | Estado da Palestina          | Wattan TV   |         | [ 17 ]        |
| 2013 | Upside down       | Estado da Palestina          | Roya TV     |         |               |
| 2014 | Zinko             | Estado da Palestina Jordânia | Roya TV     | Zinko   | [ 18 ] [ 19 ] |
| 2015 | Ghabash 1         | Jordânia                     | Al Araby TV | Ghabash |               |
| 2015 | Archive           | Jordânia                     | Al Araby TV |         |               |
| 2016 | Ghabash 2         | Jordânia                     | Roya TV     | Ghabash |               |
| 2016 | Mute              | Estado da Palestina          | Roya TV     | MUTE    |               |
| 2017 | Hilal Mawwal      | Líbano                       | Al Quds TV  |         |               |
| 2018 | Elak Aw Ladeeb    | Líbano                       | Al Quds TV  |         |               |
| 2019 | Ghabash 3         | Estado da Palestina          | Roya TV     | Ghabash |               |
| 2020 | Accordingly       | Estado da Palestina          | NBC TV      |         |               |
| 2021 | Trick             | Estado da Palestina          | Roya TV     | Trick   |               |

### Cinema
- Ator no filme Paradise Now, dirigido por Hany Abu-Assad.[20]

### Espetáculos teatrais
- O personagem principal da peça "Lá na Outra Margem", dirigida por Fathy Abdel Rahman, ganhou o 11º Prêmio do Festival de Alexandria para a Juventude Árabe em 2008.[21][22]